# 6801-es mellékút (Magyarország)
A 6801-es számú mellékút egy több mint 40 kilométer hosszú, négy számjegyű mellékút Somogy vármegye déli szélén; a horvát határ mellett fekvő Barcs és Berzence között teremt közvetlen összeköttetést.

## Nyomvonala
A 68-as főút 1+700-as kilométerszelvényénél ágazik ki, Barcs belterületének északi részén. Kezdeti szakasza a Mező utca utca nevet viseli, nyugat felé haladva; 500 méter után egy körforgalomba ér, onnan a települési neve Szentesi utca. 1,3 kilométer után északnyugati irányba fordul, bő másfél kilométer után pedig kilép a kisváros belterületéről. 3,6 kilométer után eléri Drávaszentes településrész délkeleti szélét, ott a Fő utca nevet veszi fel; 5,6 után lép ki a belterületről és 6,8 kilométer után hagyja el teljesen Barcsot, átlépve a következő település, Komlósd határát.
8,2 kilométer után éri el Komlósd belterületének délkeleti szélét, kicsit még halad onnan nyugat felé, majd észak-északnyugati irányban folytatódik, Fő utca néven. A 8+750-es kilométerszelvényénél kiágazik belőle nyugat felé a 68 109-es út – Péterhida településre, illetve ebből az útból ágazik ki a Gyékényes–Pécs-vasútvonal Péterhida-Komlósd megállóhelye felé vezető önkormányzati út is. 9,4 kilométer után lép ki az út Komlósd belterületéről, 9,8 kilométer után pedig eléri Babócsa határvonalát. A 10+150-es kilométerszelvényénél elhalad Komlósd, Péterhida és Babócsa hármashatára mellett, itt északnyugati irányban húzódva.
Innen babócsai területen halad; a 12. kilométerénél egy körforgalomhoz ér, itt torkollik be kelet felől a 6802-es út, 7,2 kilométer után. A folytatásban nyugat-délnyugati irányt követ, elhalad a Basa-kert déli széle mellett, majd 12,9 kilométer után eléri a község belterületének északkeleti szélét, ahol a Várdomb utca nevet veszi fel. A 13+350-es kilométerszelvénye után egy kereszteződéshez ér: észak felé a 6807-es út indul innen, dél felé pedig a 68 309-es Babócsa vasútállomásra. A neve innen Zrínyi utca, így keresztezi a Gyékényes–Pécs-vasútvonalat, a 14. kilométerénél. Ugyanott kilép a belterületről is és nyugat felé húzódik tovább.
A 15+050-es kilométerszelvénye közelében eléri Bolhó északkeleti határszélét, onnan egy darabig a határvonalat kíséri. 15,4 kilométer után teljesen bolhói területre ér, 15,5 kilométer után pedig már belterületen halad, Bajcsy-Zsilinszky Endre utca, majd Dózsa utca, később Kossuth utca néven, 17,5 kilométer után pedig – északnak fordulva – a Petőfi utca nevet felvéve. 18,3 kilométer után kilép a községből, 18,7 kilométer után pedig ismét nyugatabbi irányt vesz.
Kevéssel a 19. kilométere után Heresznye területére érkezik, 19,6 kilométer után már a lakott területei között halad, Kossuth Lajos utca néven. 20,6 kilométer után északnak fordul, a 21. kilométere előtt pedig kilép a házak közül. Ott újra északnyugati irányba fordul, és 21,5 kilométer után átlépi Vízvár határát. Itt 24,6 kilométer után ér lakott területre, Szent István utca néven; a központban, 25,8 kilométer után észak-északkeleti irányba fordul és a Szent Imre utca nevet veszi fel, 26,5 kilométer után kilép a házak közül; ezután egy szakaszon északkeleti irányba fordul, így ágazik ki belőle, a 27+450-es kilométerszelvényénél a 68 311-es út délkelet felé, Vízvár vasútállomásra. Utána az út keresztezi a vasutat az állomás északnyugati szélén és északnyugati irányba fordul. Egy darabig együtt haladnak, de 28,1 kilométer után már Bélavár területén.
29,9 kilométer után éri el az út Bélavár község belterületének déli szélét és ott északnak fordul. 30,1 kilométer után kiágazik belőle nyugatnak a 68 312-es út, Bélavár megállóhelyre, 30,7 kilométer után pedig elhagyja a község házait. 33,5 kilométer után Somogyudvarhelyre érkezik, 36,3 kilométer után pedig belép a falu belterületére, Rákóczi Ferenc utca néven, 37,3 kilométer után kiágazik belőle dél-délnyugati irányban a 68 313-as út, Somogyudvarhely megállóhelyre, majd az északi falurészben Ady Endre utca néven folytatódik. 38,4 kilométer után lép ki a község házai közül, 39,6 kilométer után pedig Berzence területére ér. A 681-es főútba beletorkollva ér véget, annak 15+550-es kilométerszelvényénél.
Teljes hossza, az országos közutak térképes nyilvántartását szolgáló kira.gov.hu adatbázisa szerint 40,733 kilométer.

## Települések az út mentén
- Barcs
- Drávaszentes
- Komlósd
- (Péterhida)
- Babócsa
- Bolhó
- Heresznye
- Vízvár
- Bélavár
- Somogyudvarhely
- Berzence

## Története
1934-ben a kereskedelem- és közlekedésügyi miniszter 70 846/1934. számú rendelete a Barcs-Babócsa közti szakaszát harmadrendű főúttá nyilvánította, a Barcs-Háromfa közti 647-es főút részeként.